# Jan Łobza

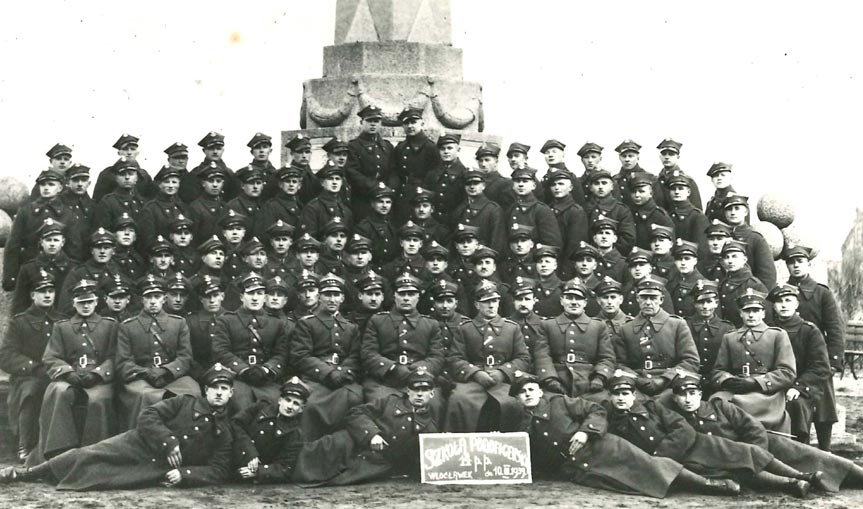
Szkoła Podoficerska 14 pp w 1939 roku. Siedzą od lewej w I rzędzie: ppor. Ziemowit Kuniński, ppor. Mieczysław Nejman, por. Feliks Stawicki, kpt. Józef Rodzeń, płk Franciszek Sudoł, płk Mikołaj Bołtuć, ppłk Władysław Dzióbek, mjr Jan Łobza, ppor. Feliks Matczyński.

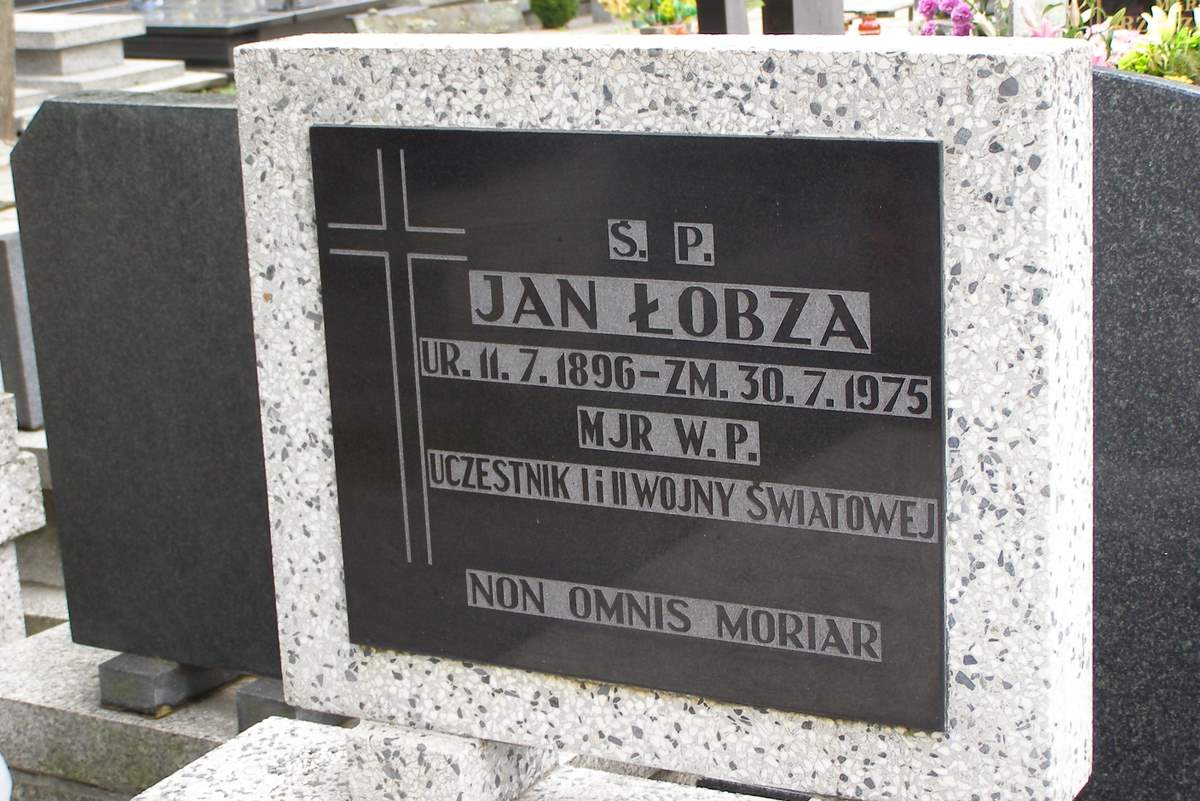
Grób mjr. Jana Łobzy na cmentarzu wojskowym w Łodzi

Jan Piotr Łobza (ur. 11 lipca 1896 w Przydziejsku na Łotwie, zm. 30 lipca 1975 w Łodzi) – major piechoty Wojska Polskiego.

## Młodość
Syn Aleksandra (zawiadowcy kolejowego) i Praksedy Malinowskiej. Miał starsze rodzeństwo: brata i dwie siostry. Do 10 roku życia pozostawał przy rodzicach i ukończył szkołę powszechna w Dyneburgu. Gdy miał 12 lat zmarł mu ojciec, a matka przeniosła się z dziećmi na dwumorgowe gospodarstwo. Nie mogąc, jako samotna wdowa, zapewnić wszystkim dzieciom utrzymania, wysłała Jana na wychowanie do swego brata mieszkającego w Wilnie. Ten postanowił go kształcić i jesienią 1908 r., po zdaniu egzaminów wstępnych, Jan Łobza został przyjęty do pierwszej klasy Szkoły Handlowej w Wilnie. Od czwartej klasy zarabiał na swoje utrzymanie i dalsze kształcenie udzielając korepetycji. Szkołę Handlową ukończył zdając w 1916 r. egzamin maturalny.

## I wojna światowa
1 maja 1916 r. powołano go do armii rosyjskiej i jako szeregowego z cenzusem skierowano do szkoły oficerskiej w Połtawie, gdzie otrzymał tytuł podchorążego. W dniu 1 września 1916 r. został mianowany chorążym z przydziałem do 330 pułku piechoty, w szeregach którego, jako młodszy oficer, służył na froncie do 20 listopada 1917 r. Mianowany na stopień podporucznika w lipcu 1917 roku. W wyniku demobilizacji zwolniony z armii carskiej 20 listopada 1917 roku.

## W Samoobronie Wileńskiej i Wojsku Polskim
Po zdemobilizowaniu powrócił do matki pomagać jej w prowadzeniu gospodarstwa. Po kilku miesiącach wyjechał do Wilna szukać pracy. Do końca 1918 r. zatrudniony był w wileńskim magistracie jako kancelista. 6 stycznia 1919 r. wstąpił ochotniczo do Samoobrony Wileńskiej i uczestniczył w walkach z Niemcami, w toku których wycofał się na tereny Polski. W dniu 1 lutego 1919 r. po przybyciu do Ostrowi Mazowieckiej został przyjęty do Wojska Polskiego i przydzielony do 24 pułku piechoty.
Do sierpnia 1920 r. uczestniczył w walkach wojny polsko-bolszewickiej 1919–1920 na stanowisku dowódcy kompanii ckm, po czym w ramach wyrównywania stanów pułków został przeniesiony z 24 pp do 81 pułku piechoty. Dekretem Naczelnego Wodza z 28 lutego 1921 r. został zatwierdzony w stopniu porucznika w piechocie - z dniem 1 kwietnia 1920 roku. Na dzień 1 czerwca 1921 roku pełnił nadal służbę w 81 pułku Strzelców Grodzieńskich. Dekretem Naczelnika Państwa i Wodza Naczelnego z dnia 3 maja 1922 r. (dekret L. 19400/O.V.) został zweryfikowany w stopniu porucznika, ze starszeństwem z dniem 1 czerwca 1919 r. i 1162. lokatą w korpusie oficerów piechoty. W roku 1923 zajmował 1039. lokatę wśród poruczników korpusu piechoty.
Na podstawie rozporządzenia z dnia 1 grudnia 1924 r., wydanego przez Prezydenta RP Stanisława Wojciechowskiego, został awansowany do stopnia kapitana, ze starszeństwem od dnia 15 sierpnia 1924 roku i 464. lokatą w korpusie oficerów piechoty. Pod koniec tegoż roku zajmował już 462. lokatę w swoim starszeństwie. Rozporządzeniem Ministra Spraw Wojskowych z dnia 3 marca 1926 r. odznaczony został Krzyżem Zasługi Wojsk Litwy Środkowej, a zarządzeniem Prezesa Rady Ministrów z dnia 10 listopada 1928 r. – Srebrnym Krzyżem Zasługi. Z dniem 21 września 1926 r. został przeniesiony służbowo na 8. normalny 3 miesięczny kurs do Centralnej Szkoły Strzelniczej w Toruniu. W roku 1928 zajmował 444. lokatę wśród kapitanów piechoty ze swojego starszeństwa. Do października 1932 pozostawał oficerem 81 pułku Strzelców Grodzieńskich, w którym dowodził kompanią. W roku 1930 zajmował 1101. lokatę łączną wśród kapitanów piechoty (była to jednocześnie 398. lokata w starszeństwie), a w roku 1932 była to już 340. lokata w swoim starszeństwie.

## Służba w Korpusie Ochrony Pogranicza[e]
Dalszy etap kariery wojskowej kapitana Jana Łobzy to służba w Korpusie Ochrony Pogranicza, do którego został przeniesiony zarządzeniem Ministra Spraw Wojskowych opublikowanym w dniu 9 grudnia 1932 r. (przeniesienie nastąpiło na mocy Rozkazu Nr 3110-105/Piech.907/32 Ministerstwa Spraw Wojskowych – Biura Personalnego z dnia 20 października 1932 roku i potwierdzone zostało Rozkazem Nr 41 Ministerstwa Spraw Wewnętrznych – Korpusu Ochrony Pogranicza z dnia 7 listopada 1932 r.). Początkowo oddany został do dyspozycji Szefa Oddziału Służby Granicznej Dowództwa KOP, następnie przydzielono go do placówki wywiadowczej KOP Nr 2, a kolejnym jego oddziałem macierzystym został batalion KOP „Żytyń”. Rozkazem dziennym Nr 43 z dnia 2 maja 1935 roku kpt. Jan Łobza wyznaczony został dowódcą batalionowych uroczystości związanych z obchodami rocznicy uchwalenia Konstytucji 3 maja. W dniach od 16 do 18 maja 1935 r. brał udział, jako członek delegacji batalionu KOP „Żytyń”, w uroczystościach pogrzebowych Pierwszego Marszałka Polski – Józefa Piłsudskiego. W dniu 25 listopada 1935 r. został wyróżniony Odznaką Pamiątkowa Korpusu Ochrony Pogranicza „Za Służbę Graniczną”. Rozkazem dowódcy KOP z dnia 8 stycznia 1936 r. (L. dz. 2773/Pf.Per.I.35), potwierdzonym następnie rozkazem dowódcy brygady KOP „Wołyń” z dnia 13 stycznia 1936 roku (L.dz. 17/Pf./36), został przeniesiony (w korpusie oficerów piechoty) do batalionu KOP „Hoszcza”, z terminem stawienia się w nowym miejscu służby wyznaczonym na dzień 22 stycznia 1936 roku. Z dniem 23 stycznia 1936 r. został mianowany dowódcą 2 kompanii granicznej „Korzec”.
Zarządzeniem Prezydenta Rzeczypospolitej Ignacego Mościckiego z dnia 18 marca 1936 r. (ogłoszonym w Tajnym Dzienniku Awansowym Nr 3) został awansowany do rangi majora, ze starszeństwem z dniem 1 stycznia 1936 r. i 35. lokatą w korpusie oficerów piechoty. W dniu 20 kwietnia 1936 r. objął funkcję zastępcy dowódcy batalionu „Hoszcza” (pełnił wówczas również czasowo funkcję dowódcy kompanii). We wrześniu 1936 roku wyznaczony został przewodniczącym komisji do przyznawania odznak pamiątkowych KOP dla szeregowych. W okresie od 14 do 30 kwietnia 1937 r. przebywał na kursie w Centralnej Szkole Podoficerów KOP w Osowcu, z kolei w dniach od 5 do 9 maja 1937 roku przebywał w Poznaniu na zjeździe delegatów Ligi Morskiej i Kolonialnej. W maju 1938 roku major Jan Łobza odznaczony został Brązowym Medalem za Długoletnią Służbę. Podczas służby w KOP-ie zajmował na dzień 1 lipca 1933 roku – 806. lokatę łączną pośród kapitanów korpusu piechoty (była to 321. lokata w swoim starszeństwie), a w dniu 5 czerwca 1935 roku – 677. lokatę łączną wśród kapitanów piechoty (była to zarazem 260. lokata w starszeństwie). Rozkazem Ministerstwa Spraw Wojskowych – Biura Personalnego z dnia 11 kwietnia 1938 r. (L.dz. 641/Tj.II-1) przeniesiony został do 14 pułku piechoty, z jednoczesnym wyznaczeniem na stanowisko dowódcy batalionu. Odejście z batalionu „Hoszcza” mjr Łobza zameldował w dniu 8 maja 1938 roku.

## Służba w 14 pułku piechoty i kampania wrześniowa
We włocławskim 14 pułku piechoty wyznaczony został na stanowisko dowódcy II batalionu, które objął z dniem 14 maja 1938 roku. Na dzień 23 marca 1939 roku nadal dowodził II batalionem 14 pp i zajmował 30. lokatę wśród majorów piechoty w swoim starszeństwie. Dowódcą tegoż batalionu pozostawał zarówno w okresie mobilizacji, jak i podczas walk kampanii wrześniowej.
26 sierpnia 1939 r. wyruszył z Włocławka, prowadząc 14 pułk piechoty do miejsca koncentracji w pobliżu Wąbrzeźna. Na czele swego batalionu walczył w kampanii wrześniowej, dowodząc nim podczas bitew w korytarzu pomorskim i w trakcie odwrotu za Wisłę. Walczył w bitwie nad Bzurą, w której dowodzony przez niego batalion zdobył w dniu 11 września folwark Przesławice. W tym też dniu mjr Łobza, z powodu zranienia dowódcy 14 pułku piechoty ppłk. Włodzimierza Brayczewskiego, objął na cztery godziny dowództwo nad pułkiem. Dowodził II batalionem podczas walk o Sapy i Strzebieszewo, w których batalion ten poniósł ciężkie straty od ognia z broni maszynowej. Od godzin rannych 13 września, jako najstarszy oficer, przejął dowodzenie pułkiem. 18 września major Łobza poprowadził jedno z ostatnich natarć, idąc na czele około 150 żołnierzy i oficerów do ataku o przeprawę przez Bzurę pod Starymi Budami. Po tym ataku żołnierze pułku ulegli rozproszeniu, a ich 30 osobowa grupa pod dowództwem mjr Łobzy w nocy z 20 na 21 września przeprawiła się przez Bzurę. Na drugim brzegu rzeki major Łobza razem ze swoimi żołnierzami dostał się do niemieckiej niewoli. Przebywał w niej w obozach Sochaczew i Skierniewice oraz w oflagach: IV A Hohnstein, IV C Colditz, II A Prenzlau, II E Neubrandenburg, II D Gross-Born i X A Sandbostel. Wyzwolony 29 kwietnia 1945 r. przez wojska brytyjskie, przebywał następnie w polskim obozie w Delmenhorst. Leczył się na ischias, a po zakończeniu leczenia wyjechał w dniu 4 marca 1946 r. z transportem do Polski.

## Okres powojenny
Po powrocie do Polski zarejestrował się w dniu 15 marca 1946 r. w Rejonowej Komendzie Uzupełnień w Ostrowcu Świętokrzyskim i zgłosił chęć służby w Ludowym Wojsku Polskim. Wraz z żoną mieszkał wówczas w Cukrowni Częstocice. Zmarł 30 lipca 1975 roku i pochowany został na cmentarzu wojskowym pw. św. Jerzego przy ul. Wojska Polskiego 149 w Łodzi (kwatera: C, rząd: V, grób: 5).
W dniu 7 lutego 1923 r. zawarł w Częstocicach (parafia Szewna) związek małżeński z Janiną Eugenią Kaszubską, córką Huberta i Karoliny Cyrańskiej (ur. 1 maja 1901 w Częstocicach, zm. 28 czerwca 1993 w Starogardzie Gdańskim).

## Ordery i odznaczenia
- Krzyż Walecznych[14]
- Srebrny Krzyż Zasługi (10 listopada 1928)[39][11][19]
- Krzyż Zasługi Wojsk Litwy Środkowej (3 marca 1926)[10][16]
- Medal Pamiątkowy za Wojnę 1918–1921[40]
- Medal Dziesięciolecia Odzyskanej Niepodległości[40]
- Srebrny Medal za Długoletnią Służbę[2]
- Brązowy Medal za Długoletnią Służbę[s]
- Odznaka Pamiątkowa Korpusu Ochrony Pogranicza „Za Służbę Graniczną”[t]
- Odznaka 81 Pułku Strzelców Grodzieńskich[40]